# Brian Davis
Brian Lester Davis (Londen, 2 augustus 1974) is een Engels professioneel golfer.
Davis won twee toernooien op de Europese PGA Tour, op 1 mei 2000 het Spaans Open en op 15 februari 2004 het ANZ Kampioenschap. Zijn beste prestatie op een van de Major Championships was de gedeelde zesde plaats op The Open Championship in 2003. Dat jaar deed hij ook mee aan de Seve Trophy waarin hij met zijn collega's van de Britse eilanden het Continentale Europese team versloeg.